# Mōri Takachika
Mōri Takachika (毛利 敬親 Mao Lợi Kính Thân, ngày 5 tháng 3 năm 1819 – ngày 17 tháng 5 năm 1871) là daimyō thứ 13 của phiên Chōshū. Về sau ông được phép sử dụng một chữ từ tên của Tướng quân Tokugawa Ieyoshi và đổi tên thành Yoshichika (慶親). Phiên trấn của ông là kẻ thù không đội trời chung của Mạc phủ Tokugawa, và ông là nhân tố chính dẫn đến sự sụp đổ của Mạc phủ vào cuối thời Bakumatsu.
Ông là con trai của daimyō đời thứ 11 Mōri Narimoto và một người thiếp. Là vị lãnh chúa có tham vọng lớn nhằm biến phiên trấn của mình trở nên giàu mạnh, ông đã ra sức chiêu hiền đãi sĩ, trọng dụng những gia thần có năng lực như Murata Seifū, Tsuboi Kuemon và Sufu Masanosuke làm nhà cải cách nền kinh tế và quản lý hành chính tại phiên Chōshū.
Các biến cố trọng đại trong suốt thời kỳ ông cai trị Chōshū bao gồm vụ pháo kích Shimonoseki, sự kiện Ikedaya, sự biến Cấm môn, cuộc chinh phạt Chōshū lần thứ nhất và cuộc chinh phạt Chōshū lần thứ hai, Liên minh Satchō và chiến tranh Boshin đều nhằm mục đích lật đổ Mạc phủ và tái lập quyền hành cho Thiên hoàng.
Mōri Takachika được hậu thế xem là một trong những lãnh chúa có đóng góp to lớn cho công cuộc Minh Trị Duy tân. Ông cũng là vị daimyō đầu tiên trả lại vùng đất và dân cư của mình cho Thiên hoàng Minh Trị trong quá trình bãi bỏ chế độ phiên trấn. Tuy về hưu nhưng vẫn được chính phủ ưu ái cho giữ chức cố vấn trong một thời gian ngắn. Năm 1871, ông qua đời vì lâm trọng bệnh.